# Christian Eberhardt
Konrad Christian Eberhardt (* 18. April 1857 in Speyer; † 11. Mai 1939) war Vorstandsmitglied des Nahrungsmittelunternehmens Knorr.
Christian Eberhardt war das jüngste von vierzehn Kindern. Sein Vater Johann Konrad Eberhardt (1809–1893) war Kaufmann und Bürgermeister von Speyer, seine Mutter war Katharine Philippine Karoline Eberhardt, geb. Spitzer (1813–1868). Christian Eberhardt besuchte die Handels- und Gewerbeschule in Speyer und absolvierte eine kaufmännische Lehre in Wiesbaden. Anschließend war er für das väterliche Geschäft in Speyer tätig, das zu dieser Zeit von seinem älteren Bruder Carl geleitet wurde. Dieser beauftragte den jüngeren Bruder bereits im Alter von 18 Jahren mit Dienstreisen, die bis nach Holland und Ungarn führten. Am 1. Juli 1877 trat Christian Eberhardt als „der erste Reisende des Hauses Knorr“ in das Unternehmen ein, das damals von den beiden Brüdern Carl Heinrich Eduard Knorr (1843–1921) und Alfred Knorr (1846–1895) geleitet wurde. Eberhardt wurde 1884 Prokura erteilt, außerdem wurde er stiller Teilhaber. Zur Unterstützung der Geschäftsleitung wurde er 1888 aus dem Außendienst in die Heilbronner Zentrale berufen. Er war dort im Verkauf und im Rohstoffeinkauf tätig. Sein Nachfolger im Außendienst wurde Gustav Pielenz. Im Jahr 1899, als das Unternehmen in die Aktiengesellschaft C. H. Knorr AG umgewandelt wurde, wurde Eberhardt zusammen mit Pielenz in den zweiköpfigen Vorstand berufen. Eberhardt blieb 26 Jahre Mitglied des Vorstands. Am 5. Juni 1925 schied er aus gesundheitlichen Gründen nach 48 Jahren aus dem aktiven Dienst aus und wechselte in den Aufsichtsrat der C. H. Knorr AG, dem er bis Sommer 1938 angehörte. Eberhardt war fast 61 Jahre bei Knorr beschäftigt und leistete einen großen Beitrag zum Aufstieg zu einem Weltunternehmen. Zudem war er von 1902 an Vorstandsmitglied des Handelsvereins Heilbronn und ab 1917 Mitglied der Handelskammer Heilbronn.
Christian Eberhardt heiratete im Mai 1886 Anna Rupp (* 1863). Aus der Ehe gingen drei Kinder hervor: Die Söhne Fritz (* 1887), Kurt (* 1890) und Hugo Emil (1894–1895). Christian Eberhardt starb am 11. Mai 1939 im Alter von 82 Jahren. Er wurde auf dem Heilbronner Hauptfriedhof beigesetzt, das Grab liegt unweit des Knorr-Familiengrabes.